# Acanthopleurus
Acanthopleurus serratus
Genre
Espèce
Acanthopleurus est un genre éteint de poissons à nageoires rayonnées de l’ordre des Elopiformes. Il a vécu lors de l’Oligocène. Son espèce type et unique représentant est Acanthopleurus serratus.